# TMCO2
TMCO2 (англ. Transmembrane and coiled-coil domains 2) – білок, який кодується однойменним геном, розташованим у людей на короткому плечі 1-ї хромосоми.  Довжина поліпептидного ланцюга білка становить 182 амінокислот, а молекулярна маса — 20 071.
| 10         |  | 20         |  | 30         |  | 40         |  | 50         |
| ---------- |  | ---------- |  | ---------- |  | ---------- |  | ---------- |
| MSTSSSSSWD |  | NLLESLSLST |  | VWNWIQASFL |  | GETSAPQQTS |  | LGLLDNLAPA |
| VQIILRISFL |  | ILLGIGIYAL |  | WKRSIQSIQK |  | TLLFVITLYK |  | LYKKGSHIFE |
| ALLANPEGSG |  | LRIQDNNNLF |  | LSLGLQEKIL |  | KKLKTVENKM |  | KNLEGIIVAQ |
| KPATKRDCSS |  | EPYCSCSDCQ |  | SPLSTSGFTS |  | PI         |  |            |

A: Аланін

C: Цистеїн

D: Аспарагінова кислота

E: Глутамінова кислота

F: Фенілаланін

G: Гліцин

H: Гістидин

I: Ізолейцин

K: Лізин

L: Лейцин

M: Метіонін

N: Аспарагін

P: Пролін

Q: Глутамін

R: Аргінін

S: Серин

T: Треонін

V: Валін

W: Триптофан

Локалізований у мембрані.